# Хекатер
Хекатер (грч. Ἑκατερος) је личност из грчке митологије.

## Етимологија
Ово име је повезано са грчком речи hekateris, што означава плес при коме се брзо покрећу руке (kheirôn kinesis) и hekatereô, што би такође означавало плесне кораке. Хекатер значи „обоје“ или „са обе руке“. Још једно значење имена је „чудесних сто“, од речи heka и teras, а односило би се на стотину вештих прстију (daktyloi) његово десеторо деце.

## Митологија
Хекатер је био демон или дух рустичног плеса који се састојао у брзом померању руку (hekateris), а можда и свих вештина које подразумевају рад са рукама. Његови родитељи нигде нису наведени, али је можда био Гејин син. Према Страбо, он је отац дактила, али и нимфи Хекатерида, а које је имао са Форонејевом кћерком, о чему је писао и Хесиод. Према Сервију, он је Оаксов отац, а кога је имао са Анхијалом. Хекатер је можда исто што и Силен, старији бог рустичног плеса, који је, попут њега, проглашен дедом сатирима и ореадама. Такође је повезиван са разиграним куретима и кентауром Хироном, јер и Хироново име означава исти плес (kheirôn kinesis). Коначно, Хекатер се може довести у везу и са Хекатонхејрима.